# Віклов (місто)
Віклов (англ. Wicklow; ірл. Cill Mhantáin) — місто в Ірландії та адміністративний центр графства Віклов. 4-е за населенням місто у графстві.

## Назва
У минулому існували такі варіанти написання назви міста — «Wykinglo» (1173), «Wygingelow» (1185) та «Wykinglowe» (1355). Існують різні тлумачення назви — так, шведський топоніміст Магне Офтедал вважав, що одна з поширених версій — виводити назву від слів Wyking (вікінг) та lo (лука), тобто дослівно означає «лука вікінгів», не є вірним, бо слово «вікінг» не зустрічається у топонімах, а часточка «ло» не вживається поза Скандинавією. Він же вважав, що перша частина назви — насправді слово «Uikar» або «Uik», тобто затока, бухта.
Існують версії типу «Лука людини на ім'я Вікінг».
Ірландська ж версія назви «Cill Mhantáin» має форму легенди про те, що після того, як Св. Патрик та його послідовники висадилися у гавані поблизу містечка, на них напали вороже налаштовані місцеві мешканці, внаслідок чого один із партії Св. Патрика втратив передні зуби. Manntach, тобто «один беззубий». Зрештою він повернувся до міста та заснував церкву. Тож топонім означає «церква одного беззубого».

## Історія та сучасність
Місто засноване 795 року вікінгами.
Після вторгнення норманів у 12 столітті у місті було збудовано замок.
Найдавнішою спорудою міста ж сьогодні є руїни францисканського монастиря. Зі старовинних споруд це тюрма 1702 року, у якій із 1798 по 1799 роки перебував до своєї страти лідер антибританського постання Біллі Бірн.
Однією ж найцікавіших споруд є збудована у 1880-х роках будівля уповноважених порту Віклов.

## Інші визначні місця
- Чорний замок (Блек-кастл) (1169, руїни)
- Монумент Роберту Галпіну, капітану корабля-укладача трансатлантичного телеграфу «Грейт Істерн».

## Міста-побратими
- Монтіньї-ле-Бретонне
- Портмадог
- Айхенцелль